# Mendiguren
Mendiguren es un concejo del municipio de Vitoria, en la provincia de Álava, País Vasco (España).

## Situación
Está situado en un llano próximo al monte Araca. Se encuentra al noroeste de la ciudad de Vitoria y junto a la autovía A-622, aunque cuenta con malos accesos. La construcción de la autovía supuso la partición del pueblo, ya que algunas casas quedaron separadas del resto del pueblo por la nueva carretera. Antiguamente perteneció al municipio de Foronda.

## Historia
Mendiguren comparte con Mendarózqueta las tierras del despoblado de Guernica. Varios documentos afirman que sus habitantes murieron por el cólera excepto una mujer que quedó viva y que fue atendida por los habitantes de estas localidades.
En el siglo XVIII los vecinos de estas aldeas cultivaban las heredades pertenecientes al mortuorio y entregaban los diezmos a la colegial vitoriana de Santa María. 
Un roble marcó durante años el término de las jurisdicción de Guernica cuando fue propiedad de Mendiguren. El árbol era conocido por los vecinos con el nombre de "el árbol gordo" ya que competía con otro de Estarrona que según cuentan, fue arrancado para fabricar una de las mesas de la exposición universal de Sevilla de 1929.

## Demografía
El concejo cuenta con una población de 29 habitantes en 2018 según el Padrón Municipal del Ayuntamiento de Vitoria.
| Gráfica de evolución demográfica de Mendiguren entre 2000 y 2018                                         |
| |
| Población (2000-2017) según los censos de población del INE. Población según el padrón municipal de 2018 |

## Cultura

### Patrimonio material

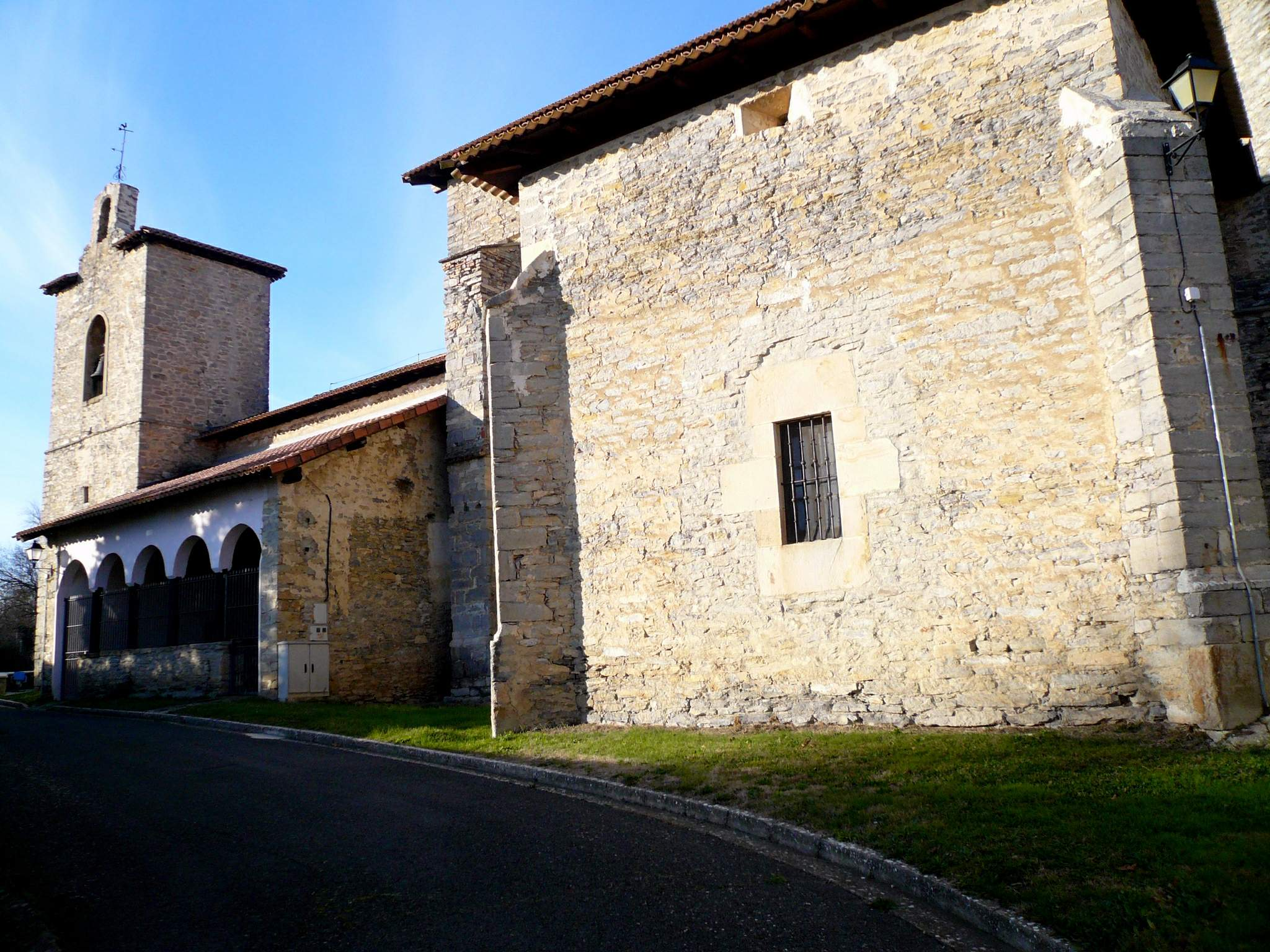
Iglesia de la Asunción de Nuestra Señora, Mendiguren (Álava)

- Iglesia de la Asunción de Nuestra Señora, Mendiguren (Álava)Parroquia de la Asunción. Presenta una portada del siglo XIII con arco apuntado, capiteles decorados y apliques de hierro, junto a una estructura medieval reformada en la Edad Moderna con bóvedas de crucería y contrafuertes. Destacan el retablo mayor con un sagrario barroco del siglo XVII y una imagen de Nuestra Señora de la Antigua del siglo XIV, además de una sacristía con bóveda de crucería y cajonería notable.[5]
- Lavadero. Construido por el Concejo y vecinos junto al río Iturrizabaleta, es un sencillo edificio rectangular con pilares de hormigón, cerramientos parciales y cubierta a dos aguas de metal y teja. Reformado en 2011, se ubica en un entorno natural al oeste del caserío.[6]

### Patrimonio inmaterial
Los vecinos del concejo eran conocidos con el apodo de Sebosos y sus fiestas patronales se hacían el tercer domingo de septiembre, en honor de la Virgen de la Antigua.